# Wszystko mogę mieć
"Wszystko mogę mieć", utwór zespołu pochodzący z debiutanckiej płyty IRA. Kompozycja została umieszczona na drugiej pozycji na krążku, trwa 4 minuty i 5 sekund.
Utwór ma nieco spokojniejsze i łagodniejsze rockowe brzmienie, nie posiada także solówki gitarowej. Kompozytorem utworu był basista zespołu Dariusz Grudzień, tekst napisał wokalista Artur Gadowski. Powstała także angielska wersja tego utworu do której powstał również pierwszy teledysk zespołu. Clip ukazuje zespół podczas występu. Wersja polska także posiada teledysk. Zespół zaprezentował się z tym utworem a także Mów do mnie w wersjach angielskich na Festiwalu w Sopocie w sierpniu 1990 roku. Utwór był grany także podczas trasy koncertowej po byłym ZSRR na przełomie kwietnia i maja 1990 roku, oraz na trasie promującej płytę IRA. Utwór także nie odniósł żadnego wielkiego sukcesu. Od tamtej pory nie jest w ogóle grany na koncertach grupy.

## Muzycy
- Artur Gadowski – śpiew, chórki
- Wojtek Owczarek – perkusja, chór
- Kuba Płucisz – gitara
- Dariusz Grudzień – gitara basowa, chór
- Tomasz Bracichowicz – instrumenty klawiszowe